# 賽義德·穆罕默德·喬哈爾
賽義德·穆罕默德·喬哈爾（法語：Said Mohamed Djohar，1918年8月22日—2006年2月23日）是一位葛摩政治人物，曾經在1990年代期間擔任葛摩總統。